# Czernica (gmina w województwie stalinogrodzkim)
Czernica – dawna gmina wiejska istniejąca w latach 1945–1954 w woj. śląskim, katowickim i stalinogrodzkim (dzisiejsze woj. śląskie). Siedzibą władz gminy była Czernica.
Gmina zbiorowa Czernica powstała 1 grudnia 1945 w powiecie rybnickim w woj. śląskim (śląsko-dąbrowskim). Według stanu z 1 stycznia 1946 gmina składała się z 7 gromad: Czernica, Dzimierz, Łańce, Łuków, Pstrążna, Rzuchów i Żytna.
10 marca 1947 z gminy Czernica wyłączono gromady Dzimierz, Łańce, Pstrążna, Rzuchów i Żytna, tworząc z nich nową zbiorową gminę Pstrążna z siedzibą w Pstrążnej. W obrębie gminy Czernica pozostały już tylko dwie gromady – Czernica i Łuków.
Według stanu z 1 lipca 1952 roku w skład gminy Czernica wchodziła jedynie jej siedziba (Łuków został włączony do Czernicy), przez co zniesiono podział gminy Czernicy na gromady. 6 lipca 1950 zmieniono nazwę woj. śląskiego na katowickie, a 9 marca 1953 kolejno na woj. stalinogrodzkie.
Gmina została zniesiona 29 września 1954 wraz z reformą wprowadzającą gromady w miejsce gmin. Jednostki nie przywrócono 1 stycznia 1973 wraz z kolejną reformą reaktywującą gminy. Obecnie Czernica należy do gminy Gaszowice w woj. śląskim.